# Анікєєва Катерина Євгенівна
Анікєєва Катерина Євгенівна (22 січня 1969) — російська ватерполістка.
Бронзова призерка Олімпійських Ігор 2000 року.
Срібна призерка Чемпіонату Європи з водного поло 1997 року.